# Barlaston
Barlaston è un paese situato nel comune di Stafford nella contea dello Staffordshire in Inghilterra.
Si trova approssimativamente a metà strada tra la città di Stoke-on-Trent e la cittadina di Stone. Secondo il censimento del 2011, la popolazione del paese contava 2 858 abitanti.

## Storia
L'antica chiesa parrocchiale di San Giovanni è situata al margine della tenuta di Wedgwood. Fu costruita secondo il progetto di C. Lynam tra il 1886 e il 1888, mantenendo la torre occidentale dall'edificio originale di epoca medievale, con la successiva aggiunta di una sagrestia nel 1969. Nel 1981 l'edificio dovette essere chiuso e fu sostituito da una costruzione provvisoria finché la chiesa non fu riedificata su Green Lane.
Wedgwood spostò la sua industria di ceramica da Etruria, nello Staffordshire, a un moderno stabilimento industriale in un nuovo paese situato più a nord. L'industria fu progettata nel 1936 e costruita tra il 1938 e il 1940 secondo il disegno di Keith Murray, che era anche un designer delle ceramiche Wedgwood. L'industria vanta un centro per visitatori e turisti, parcheggi privati e una stazione degli autobus. La stazione ferroviaria di Wedgwood fu aperta per l'industria nel 1940, ma chiuse nel 2004.

## Luoghi più vicini
- Downs Banks
- Blythe Bridge
- Meir
- Oulton Grange
- Tittensor
- Trentham